# Pedunculozetes
Pedunculozetes – rodzaj roztoczy z kohorty mechowców i rodziny Chamobatidae.
Rodzaj ten został opisany w 1962 roku przez Marie Hammer. Gatunkiem typowym wyznaczono Pedunculozetes andinus.
Mechowce te mają nadzwyczaj długie szypułki sensilusów, a ich przednia krawędź notogaster sięga do przodu dalej niż przednie brzegi pteromorf. Notogaster z 4 parami areae porosae. Szczeciny notogastralne występują w liczbie 10 par, genitalne 6 par, aggenitalne 1 pary, analne 2 par, a adanalne 3 par.
Rodzaj znany z południowej strefy subtropikalnej.
Należą tu 2 opisane gatunki:
- Pedunculozetes andinus Hammer, 1962
- Pedunculozetes minutus Hammer, 1967